# Morris, Minnesota
Morris là một thành phố thuộc quận Stevens, tiểu bang Minnesota, Hoa Kỳ. Năm 2010, dân số của thành phố này là 5286 người.

## Dân số
- Dân số năm 2000: 5068 người.
- Dân số năm 2010: 5286 người.